# Vsevolod Meyerhold

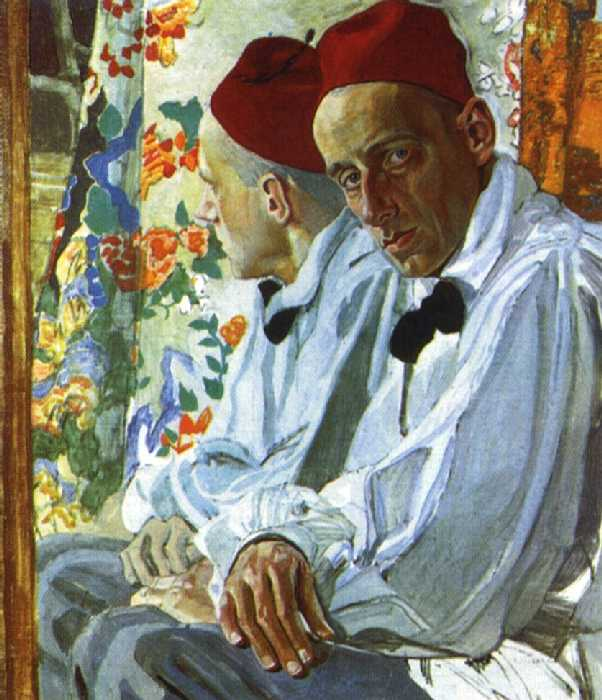
Porträtt av Vsevolod Meyerhold, målat av Aleksandr Golovin

Vsevolod Meyerhold, (ryska: Всеволод Эмильевич Мейерхольд, Vsevolod Emiljevitj Mejerchold), född 9 februari 1874 (28 januari g.s.) i Penza, troligen avrättad 2 februari 1940 i Moskva, var en rysk skådespelare, teaterregissör och teaterteoretiker.

## Biografi
Meyerhold hette ursprungligen Karl Wilhelm Kasimir Meierhold, men bytte namn till Vsevolod Emiljevitš Meyerhold vid 21 års ålder i samband med att han konverterade från lutherdom till den ryskortodoxa tron.
Efter avslutad skådespelarutbildning knöts Meyerhold till Konstantin Stanislavskijs Konstnärliga teatern i Moskva 1898 och blev från 1905 regissör vid dess Studioscen. Han tog djupa intryck av uttryck som commedia dell'arte, pantomim, improvisation och folklig teaterform tillsammans med inflytanden från Asien, framför allt japansk teatertradition. Efterhand utarbetade han en egen fysiskt baserad, stiliserad teaterteori, som han kallade biomekanisk teater med kopplingar till konstruktivismens konstriktning. 
I samband med ryska revolutionen anslöt han sig till bolsjevikerna och utnämndes från 1920 till ledare för Statens teaterverksamheter. De dubbla rollerna som konstnär respektive ideologiskt programbunden politisk person skapade dock alltmer problem. I början av 1938 tillkännagav ett dekret att Meyerholdteatern likviderats såsom ’oförenlig med den sovjetiska konsten’. Den 14 juli 1939 inbjöds Meyerhold till ett möte för att göra avbön där självaste Vysjinskij presiderade. Han gick dock till starkt motangrepp och sade: ”Det sorgliga elände som pretenterar på teaterbeteckningen socialistisk realism har ingenting med konst att skaffa …”.  Han arresterades följande dag och uppges ha dött i fängelse eller avrättningskällare 2 februari 1940. 
Hans hustru Zinajda Raich, som tidigare varit gift med Jesenin, påträffades död efter arresteringen med ögonen utstuckna och med sår efter sjutton knivhugg efter omständigheter vilka inte fått någon förklaring.
Hans teaterteorier har efterhand spridits internationellt inom experimentella teaterverksamheter, såsom den svenska fria gruppen Teater Schahrazad (1976-86), som 1981 respektive 1984 uppförde pjäsen Dr Dapertutto om Meyerholds liv, enligt principerna för hans teaterform.